# Interlaken, Kalifornien
Interlaken är en ort (CDP) i Santa Cruz County, i delstaten Kalifornien, USA. Enligt United States Census Bureau har orten en folkmängd på 7 321 invånare (2010) och en landarea på 25,4 km².